# 王光恩
王光恩（？—1647年），均州人。明末清初軍事人物。
明崇祯初年，王光恩和弟弟王光泰、王昌，都曾参加明末农民起义，王光恩在义军中绰号关索，初为张献忠、罗汝才将，号小秦王。崇祯十一年（1638年），王光恩与张献忠等十余家接受明朝招抚，所部改编为官军，固守郧阳。张献忠在谷城再起，诸家均重举义旗，惟王光恩不从。王光恩为郧阳游击。崇祯十四年（1641年），王光恩与都御史徐起元守郧阳，与其弟王光兴分兵抗击农民起义军，陷均州，因功升右佥都御史。李自成在崇祯十六年（1643年）和崇祯十七年（1644年）多次进攻郧阳城，都未能攻克。
隆武元年（1645年），清军追击大顺军进至郧阳时，王光恩跟随明朝郧阳抚院徐起元投降了清朝，被委任为襄阳总兵。永曆元年（1647年）四月，王光恩因为同清朝委任的郧阳抚院潘士良闹摩擦，被诬陷逮捕押往北京。清朝命杨文富署理总兵，漆尚友任右营副将，王光恩所部队。王光泰、王昌在四月二十九日率领部下兵将七八千人反清，杀杨文富、漆尚友、分巡下荆南道甘文奎、襄阳府知府杨矿、推官李实发、襄阳知县潘朝佑。五月初三日，率部转至郧阳，杀死清朝分守下荆南道、郧阳知府、同知、推官、郧县知县、竹山知县、保康知县、郧阳行都司。派使者前往湖南，向南明督师阁部何腾蛟报告，称永曆年号。永历帝派兵部职方司官员封王光泰为钦命提督郧襄等处联络秦豫一带义镇、挂镇武将军印、镇武伯，授王昌为郧襄总兵，李世英为河南总兵。清朝刚得知王光泰等起兵，把王光恩释放，後來获悉王光泰打出反清复明的旗号，才将王光恩追回处斩。王光泰兄弟後來同大顺军余部李来亨、刘体纯、袁宗第、郝摇旗、贺珍等部联合作战，成为著名的“夔东十三家”之一。